# Germà John
Germà John (títol original en anglès Brother John) és una pel·lícula dramàtica estatunidenca de 1971 sobre un home enigmàtic afroamericà que torna a la seva ciutat natal a Alabama cada vegada que un dels seus parents està a punt de morir. Ha estat doblada al català.
És una de les menys conegudes de les aproximadament 50 pel·lícules de Sidney Poitier i que no va ser rebuda favorablement per la crítica en la seva estrena. Molts espectadors, tanmateix, el recorden com una combinació inusual de cinema de temàtica social i una història de fantasia amb una base espiritual.

## Argument
John Kane, una figura misteriosa absent molt de temps de la seva petita ciutat d'Alabama que d'alguna manera s'assabenta que algú en la seva família està a punt de morir, apareix del no-res. Retornant a casa seva després de la mort de la seva germana, se'l confon amb un agitador exterior i aviat es veu implicat en l'agitació social i racial de la ciutat. La història manté una ambigüitat deliberada sobre que i qui és Kane: un àngel de la guàrdia, un salvador, un pacificador silenciós que no obstant això pot portar gran força i fúria quan és necessari. El vell doctor de la ciutat, l'home que el coneixia molts anys abans, pot tenir una mica d'idea de la naturalesa veritable de Kane.

## Repartiment
- Sidney Poitier: John Kane
- Will Geer: Doc Thomas
- Bradford Dillman: Lloyd Thomas
- Beverly Todd: Louisa MacGill
- Ramon Bieri: Orly Ball
- Warren J. Kemmerling: George
- Lincoln Kilpatrick: Charley Gray
- P. Jay Sidney: Reverend MacGill
- Richard Ward: Frank
- Paul Winfield: Henry Birkart
- Zara Cully: Miss Nettie
- Howard Rice: Jimmy
- Michael Bell: Cleve
- Darlene Rice: Marsha
- Harry Davis: Turnkey